# Warsz z Michowa
Warsz z Michowa herbu Rawicz – kasztelan sandomierski w latach 1346–1347, kasztelan wojnicki w latach 1329–1343.
Syn kasztelana krakowskiego Prędoty.
22 listopada 1335 roku na zjeździe w Wyszehradzie dał rękojmię królowi Kazimierzowi III Wielkiemu, który obiecał królowi Czech Janowi Luksemburskiemu wypłatę w ustalonym terminie drugiej połowy 20000 kup groszy praskich za zrzeczenie się przez niego praw do tronu Polski.